# Marty Deeks
Le lieutenant Marty Deeks est un personnage fictif de la série NCIS : Los Angeles, interprété par Eric Christian Olsen. 
Deeks est un agent du Los Angeles Police Department (LAPD) né le 8 janvier 1979.

## Biographie
Marty est originaire de Los Angeles, et a grandi avec Ray Martindale, son principal indic et également son meilleur ami qu'on voit dans l'épisode Plan B (saison 2 épisode 22). L'ex-femme de Ray, Nicole, était amoureuse de lui jusqu'au moment où il lui révèle qu'il était sous couverture.
Il entretient une relation avec l'agent Blye à partir du début de la saison 5. Lors de la saison 10 Deeks se marie avec Kensi Blye.
Son père, Gordon John Brandel, l'a maltraité à de nombreuses reprises, jusqu'à ce que, à l'âge de 11 ans, Marty lui tire dessus, sans le tuer. Il est mort en 1998 dans un accident de voiture après être sorti de prison deux ans plus tôt.
Il a été avocat avant de s'enrôler dans la police de Los Angeles.

## Carrière
Martin "Marty" Deeks est un détective du LAPD qui est aussi agent de liaison entre l'Office des projets spéciaux (OPS) du NCIS (Naval Criminal Investigative Service) et le LAPD. En tant que tel, Deeks est chargé de faciliter la communication entre les deux organismes, et de coordonner les opérations conjointes impliquant des composants du LAPD. Alors qu'il travaille sous couverture pour le LAPD, dans l'épisode Hand to hand, il rencontre les membres du NCIS qui finissent par avoir des doutes sur son identité. Après qu'il leur a été révélé que c'est un policier, Hetty, la directrice de l'agence de Los Angeles, demande à Leon Vance s'il est possible que Deeks devienne agent de liaison du LAPD pour le NCIS.
Il intègre ainsi l'équipe, après avoir eu du mal à se faire accepter par Sam, et a Kensi pour équipière à partir de la seconde saison. Il semble l'admirer pour ses qualités professionnelles, et flirte même avec elle, sans grand succès. Cependant, lorsque Deeks est congédié par Hetty après avoir abattu un homme non armé, Kensi semble éprouver des sentiments pour lui. Une fois l'affaire résolue, il réintègre finalement l'équipe, car on apprend que c'était un agent du NCIS dans le coup pour attraper une taupe. Kensi et Deeks finissent par échanger leur premier vrai baiser dans l'épisode 12 de la saison 6.